# Голчево
Голчево (пољ. Golczewo) је град у Пољској у Војводству Западно Поморје у Повјату камјењском. Према попису становништва из 2011. у граду је живело 2.751 становника.
.

## Становништво
Према прелиминарним подацима са пописа, у граду је 2011. живело 2.751 становника.
| 2002. | 2011. | 2012. |
| ----- | ----- | ----- |
| 2.749 | 2.751 | 2.756 |

## Партнерски градови
- Јоахимстал